# یواس‌اس اپسیلون (۱۸۶۴)
یواس‌اس اپسیلون (۱۸۶۴) (به انگلیسی: USS Epsilon (1864)) یک کشتی بود که طول آن ۶۶ فوت (۲۰ متر) بود.